# Ute Lemper
Ute Lemper (ur. 4 lipca 1963) – niemiecka wokalistka oraz aktorka musicalowa i kabaretowa.

## Życie osobiste
Ute Gertrude Lemper urodziła się w Münster, w rodzinie rzymskokatolickiej. W wieku 16 lat dołączyła do jazz-rockowej grupy muzycznej Panama Drive Band. Ukończyła Dance Academy w Kolonii oraz Max Reinhardt Seminar Drama School w Wiedniu. 
Była dwukrotnie zamężna, z Davidem Tabatskym (od 1994 do 2001) oraz od 2011 z perkusistą Toddem Turkisherem. Z obu związków ma łącznie czworo dzieci: Maxa, Stellę, Juliana i Jonasa.
W roku 1995 wydała autobiografię pt. Unzensiert. Próbuje również malować, jej obrazy były wystawiane w kilku galeriach.

## Biografia artystyczna

### Teatr
Na profesjonalnej scenie zadebiutowała rolą w sztuce Fassbindera Katzelmacher w Stuttgarter Staatstheater. W 1986 występowała w obsadzie premierowego przedstawienia wiedeńskiego Cats (w rolach Grizabelli i Bombaluriny), poza tym grała tytułową rolę w Piotrusiu Panie w Berlinie i Sally Bowles w paryskiej inscenizacji Kabaretu. Oprócz tego grała Lolę w berlińskim Blue Angel.
W 1991 w Paryżu tańczyła w przedstawieniu Maurice Bejarta La Mort Subite. Współpracowała z Piną Bausch w Tanztheater przy przedstawieniu Weill Revue.
W 1997 odtworzyła rolę Velmy Kelly w londyńskim wznowieniu musicalu Chicago, a w następnym roku powtórzyła ten występ na Broadwayu.

### Koncerty
Daje występy solowe, w jej repertuarze znajdują się recitale utworów m.in.: Kurta Weilla i Bertolda Brechta, Marleny Dietrich, Édith Piaf i Jacques’a Brela, jak również własne kompozycje. Występuje z orkiestrami symfonicznymi na całym świecie, jak również brała udział w koncertach zarówno jazzowych (Jazz at Lincoln Orchestra) z Wyntonem Marsalisem, jak i rockowych (w 1990 była w obsadzie koncertu The Wall Live in Berlin odtwarzając dwie role).

### Film
Jako aktorka filmowa zadebiutowała rolą Marianne w niemieckim filmie Drei gegen drei (1985). Następnie zagrała m.in. Marię Antoninę w L'Autrichienne (1989), Arlette Simon w Jean Galmot, aventurier (1991), Ceres w  Prospero's Books (1991), Catherine Gress w Gdy rozum śpi (1992) i Annę w Moskiewskiej paradzie (1992). Duży oddźwięk miała jej epizodyczna rola Albertine w Prêt-à-Porter Roberta Altmana - w jednej ze scen wystąpiła całkowicie nago, będąc w zaawansowanej ciąży. Późniejsze role to: Babette w Bogus, mój przyjaciel na niby (1996) oraz Greta w Appetite (1998).
Dubbingowała śpiew w niemieckojęzycznych wersjach filmów muzycznych jako Ariel w Małej Syrence (1989) oraz Esmeralda w Dzwonniku z Notre Dame (1996).

## Nagrody
- Nagroda Moliera (1987) dla najlepszej debiutantki[11]
- Billboard Music Award  za 1993/1994 jako Crossover Artist of the Year
- Laurence Olivier Award (1998) na najlepszą rolę kobieca w musicalu[12]

## Dyskografia
- Cats original German cast recording, (1986)[13]
- Ute Lemper Singt Kurt Weill (1987)[14]
- Life is a Cabaret (1987)[15]
- Ute Lemper Sings Kurt Weill (1988)[16]
- Starlight Express (original German cast recording, 1988)[17]
- I Dreamed a Dream (1988)[18]
- Crimes of the Heart (1989)
- Die Dreigroschenoper (1990)
- The Seven Deadly Sins (1990)
- The Wall Live in Berlin (1990)
- Arielle, die Meerjungfrau (1990)[19]
- Andrew Lloyd Webber Welterfolge (1990)[20]
- Prospero's Books (1991)
- Ute Lemper Live: Ihre Grossen Tournee-Erfolge (1991)
- The Michael Nyman Songbook (1991)[21]
- Homo Faber (1991)
- Guarda La Fotografia (1991)
- Illusions (1992)
- Prorva (1992)
- Komisch' Wetter (1992)[22]
- Ute Lemper Sings Kurt Weill - Volume 2 (1993)
- Espace Indécent (1993)
- Portrait of Ute Lemper (1995)
- City of Strangers: Songs by Sondheim, Prévert... (1995)
- Die Eisprinzessin (1995)
- Birds in Cages (1995)
- Der Glöckner von Notre-Dame (1996)
- Bogus (1996)
- Berlin Cabaret Songs (versions in English and German, 1996/1997)
- Nuits Étranges (1997)
- All That Jazz: The Best of Ute Lemper (1998)
- Chicago (London cast recording, 1998)
- Kurt Gerrons Karussell (1999)[23]
- Punishing Kiss (2000)
- Little Water Song (2000)
- But One Day... (2002, Decca/Universal Classics)
- Blood & Feathers: Live from the Café Carlyle(2005)
- Between Yesterday and Tomorrow (2009)
- Paris Days, Berlin Nights (2012)
- Forever: The Love Poems of Pablo Neruda (2013)